# ألبرتو موليرو
ألبرتو موليرو غونزاليس (30 سبتمبر 2003) هو لاعب كرة قدم إسباني، يلعب في نادي لاس بالماس كجناح أو لاعب خط وسط مهاجم.

## روابط خارجية
- ألبرتو موليرو على موقع الاتحاد الأوربي (الإنجليزية)
- ألبرتو موليرو على موقع قاعدة بيانات كرة القدم.إي يو (الإنجليزية)
- ألبرتو موليرو على موقع Soccerway.com (الإنجليزية)
- ألبرتو موليرو على موقع عالم كرة القدم.نت (الإنجليزية)